# 유대 이름
유대 이름은 유대인이 쓰는 이름을 말한다. 유대 민족의 역사는 매우 오래되었으며, 종교경전이자 역사서이기도 한 성경의 존재 때문에 고대 인명에 대한 자료가 매우 풍부하다. 유대 이름은 유대인의 언어인 히브리어에 바탕을 두며, 셈어족에 속하는 히브리어의 특징이 반영되어 있다. 이러한 유대 민족의 이름은 기독교의 유럽 전래 이후 기독교 문화의 정착으로 유럽각국의 인명체계에도 큰 영향을 미쳤다. 유대인이 수천년 동안 세계 각지로 이주해 가면서 정착지의 언어나 문화와 결합하여 인명체계도 다변화하였다.

## 유대인의 개인명

### 구약 시대
구약에 등장하는 유대인의 이름은 보통 태어난 상황에 관련되어 지어진 것이 많다. 이름은 어머니가 지어주는 경우가 많지만, 때로는 아버지가 짓기도 한다. 구약시대에는 아기가 태어나자마자 이름을 지어주었지만, 후대로 가면서 소년기에 아이의 특징을 반영한 이름을 짓게 되었다. 바빌론 유수 이전까지 유대인에게는 친족의 가계를 반영하여 이름을 짓는 관습이 그다지 많지 않았다. (유대 왕국의 왕 가운데 초대 왕인 다윗의 이름을 그 후대왕이 이어받은 경우는 한 번도 없다) 그러나 후대로 가면서 혈족끼리는 이름에 공통된 요소를 점차 첨가하기 시작했으며(아히툽의 아들, 아히야,아히멜렉) 부계명 관습도 생겨났다(야자니야 벤 샤판의 경우, 샤판의 아들, 야자니야란 뜻으로 벤(ben)이 부계명에 들어가는 요소이다).